# Pierangelo Belli
Pierangelo Belli (Limbiate, 29 luglio 1944) è un ex calciatore italiano, di ruolo portiere.

## Carriera
Cresciuto nelle giovanili del Milan, venne mandato a maturare nel Chieti e poi a Lecco per poi tornare in rossonero nella stagione 1966-1967. In quel campionato giocò solo poche partite facendo da secondo a Mario Barluzzi. Disputò da titolare la vittoriosa finale di Coppa Italia contro il Padova (1-0).
L'anno dopo il posto di titolare in partenza divenne suo, e come vice aveva Fabio Cudicini, che - anche a causa di un infortunio - gli soffiò il posto, relegandolo al ruolo di riserva per il resto della stagione e per i successivi quattro campionati.
Ritiratosi Cudicini, al termine della stagione 1971-1972, l'estremo milanese dovette fronteggiare la concorrenza di William Vecchi che lo costrinse spesso alla panchina, sia in campionato, sia in coppa.
L'anno successivo, il 1973-1974, venne ceduto in via definitiva al Verona, dove - demotivato anche a causa di un lutto familiare - diede l'addio al calcio. Fu così sostituito dalla riserva Giuseppe Porrino.
Rimase fermo due anni, per poi concludere la carriera nelle serie minori, giocando nella Pro Sesto e nel Legnano.

## Statistiche

### Presenze e reti nei club
| Stagione        | Squadra         | Campionato      | Campionato | Campionato | Coppe nazionali | Coppe nazionali | Coppe nazionali | Coppe continentali | Coppe continentali | Coppe continentali | Altre coppe | Altre coppe | Altre coppe | Totale | Totale |
| Stagione        | Squadra         | Comp            | Pres       | Reti       | Comp            | Pres            | Reti            | Comp               | Pres               | Reti               | Comp        | Pres        | Reti        | Pres   | Reti   |
| --------------- | --------------- | --------------- | ---------- | ---------- | --------------- | --------------- | --------------- | ------------------ | ------------------ | ------------------ | ----------- | ----------- | ----------- | ------ | ------ |
| 1964-1965       | Chieti          | C               | 12         | -10        | -               | -               | -               | -                  | -                  | -                  | -           | -           | -           | 12     | -10    |
| 1965-1966       | Lecco           | B               | 9          | -9         | -               | -               | -               | -                  | -                  | -                  | -           | -           | -           | 9      | -9     |
| 1966-1967       | Milan           | A               | 8          | -6         | CI              | 3               | -2              | CM                 | 0                  | 0                  | CdA         | 3           | 0           | 14     | -8     |
| 1967-1968       | Milan           | A               | 12         | -13        | CI              | 4               | -2              | CdC                | 3                  | -4                 | -           | -           | -           | 19     | -19    |
| 1968-1969       | Milan           | A               | 1          | -3         | CI              | 1               | -1              | CC                 | 0                  | 0                  | -           | -           | -           | 2      | -4     |
| 1969-1970       | Milan           | A               | 0          | 0          | CI              | 0               | 0               | CC                 | 0                  | 0                  | CInt        | 0           | 0           | 0      | 0      |
| 1970-1971       | Milan           | A               | 8          | -7         | CI              | 7               | -9              | -                  | -                  | -                  | -           | -           | -           | 15     | -16    |
| 1971-1972       | Milan           | A               | 0          | 0          | CI              | 0               | 0               | CU                 | 0                  | 0                  | -           | -           | -           | 0      | 0      |
| 1972-1973       | Milan           | A               | 13         | -16        | CI              | 0               | 0               | CdC                | 5                  | -3                 | -           | -           | -           | 18     | -19    |
| Totale Milan    | Totale Milan    | Totale Milan    | 42         | -45        |                 | 15              | -14             |                    | 8                  | -7                 |             | 3           | 0           | 68     | -66    |
| 1973-1974       | Verona          | A               | 9          | -13        | CI              | 3               | -2              | -                  | -                  | -                  | -           | -           | -           | 12     | -15    |
| 1976-1977       | Pro Sesto       | D               | 34         | -35        | -               | -               | -               | -                  | -                  | -                  | -           | -           | -           | 34     | -35    |
| 1978-1979       | Legnano         | C2              | 3          | -9         | -               | -               | -               | -                  | -                  | -                  | -           | -           | -           | 3      | -9     |
| Totale carriera | Totale carriera | Totale carriera | 109        | -121       |                 | 18              | -16             |                    | 8                  | -7                 |             | 3           | 0           | 138    | -144   |

## Palmarès

### Club

#### Competizioni giovanili
- Torneo di Viareggio: 1

Milan: 1960

#### Competizioni nazionali
- Campionato italiano: 1

Milan: 1967-1968
- Coppa Italia: 3

Milan: 1966-1967, 1971-1972, 1972-1973

#### Competizioni internazionali
- Coppa delle Coppe: 2

Milan: 1967-1968, 1972-1973
- Coppa dei Campioni: 1

Milan: 1968-1969
- Coppa Intercontinentale: 1

Milan: 1969